# Mayo (grevskap)
Mayo (iriska: Maigh Eo) är ett grevskap på Irland. Huvudort är Castlebar.
Pilgrimsmålet Knock ligger i Mayo, i närheten av gränsen till Roscommon. I grevskapet finns även Croagh Patrick, där St. Patrick skulle ha fastat i fyrtio dagar och fyrtio nätter. Även denna plats är ett populärt pilgrimsmål. 

## Städer och samhällen
- Balla - Balla
- Ballina - Béal an Átha eller Béal Átha an Fheadha
- Ballycastle - Baile an Chaisil
- Ballyhaunis - Béal Átha hAmhnais
- Belmullet - Béal an Mhuirthead
- Castlebar - Caisleán an Bharraigh
- Claremorris - Clár Chlainne Mhuiris
- Killala - Cill Ala
- Newport - Baile Uí Fhiacháin
- Tourmakeady - Tuar Mhic Éadaigh
- Westport - Cathair na Mart